# Christian Chelebourg
Christian Chelebourg, né le 12 juin 1958 à Châtillon-sur-Seine, est un professeur en littérature française et littérature de jeunesse, chercheur et vernien français. 
Il était professeur à l'Université de Lorraine jusqu'en 2021, avant d'être placé en retraite anticipée au terme d'une enquête disciplinaire ouverte après le suicide d'une de ses doctorantes,. 

## Biographie
Professeur à l'Université de Lorraine jusqu'en 2021, sur la chaire de littérature française et littérature de jeunesse, spécialiste de la littérature du XIXe siècle et de l'imaginaire, il a soutenu en 1994 une thèse intitulée Poétique de l'imaginaire : construction du texte et construction de l'imaginaire dans les Voyages extraordinaires de Jules Verne. Outre cet auteur, il s'est particulièrement intéressé à Gérard de Nerval, Balzac, Victor Hugo, Prosper Mérimée, Alphonse Daudet, Alexandre Dumas et Théophile Gautier.
Il travaille dans deux axes principaux :
1. La poétique du sujet, qui s'attache à retrouver les motivations de la création littéraire par une exploration raisonnée de l'imaginaire qui la structure (théorie exposée dans L'imaginaire littéraire - Des archétypes à la poétique du sujet).
2. La poétique de l'objet, qui prolonge l'étude bachelardienne des rêveries poétiques en travaillant à inscrire dans une dynamique d'ensemble les diverses représentations imaginaires d'un même référent.[réf. nécessaire]

Christian Chelebourg dirige aux éditions Minard Lettres Modernes les séries Jules Verne et Écritures XIX. Il a dirigé au Centre Culturel International de Cerisy-la-Salle les colloques 'Alphonse Daudet pluriel et singulier (2002), Le Ciel du Romantisme (2004), L'Écriture du surnaturel du déclin des Lumières à l'aube de la psychanalyse (2007), Cœurs romantiques, corps désirants (2010), Walt Disney (2012).
Depuis la parution en 2006 de son ouvrage sur Le Surnaturel, il se consacre assez largement aux littératures de l'irréel, notamment dans le champ des publications pour la jeunesse. Il a créé sur ce sujet une nouvelle série de la Revue des Lettres Modernes : Écritures jeunesse dont la première livraison Représenter la jeunesse pour elle-même est sortie en 2010.[réf. nécessaire]

## Réception de ses travaux
Ses ouvrages ont fait régulièrement l'objet de présentations et de critiques dans la revue américaine de littérature française French Studies.

## Ouvrages
- Jules Verne, l’œil et le ventre – Une poétique du sujet, Paris, Lettres Modernes Minard, « Bibliothèque des Lettres Modernes », 1999 (268 pages).
- L’Imaginaire littéraire – Des archétypes à la poétique du sujet, Paris, Nathan Université, « Fac », 2000 (192 pages) [réédition Armand Colin, 2005].
- Le Romantisme, Paris, Nathan Université, « 128 », 2001 (128 pages) [réédition Armand Colin, 2005].
- Prosper Mérimée, le sang et la chair – Une poétique du sujet, Paris, Lettres Modernes Minard, « Archives des Lettres Modernes », 2003 (160 pages).
- Jules Verne – Livret pédagogique, Paris, Librairie Générale Française, « Le Livre de Poche », 2005 (184 pages) [hors commerce].
- Jules Verne, la science et l’espace – travail de la rêverie, Paris, Lettres Modernes Minard, « Archives des Lettres Modernes », 2005 (154 pages).
- Le Surnaturel – Poétique et écriture, Paris, Armand Colin, « U », 2006 (268 pages).
- La Littérature de jeunesse, Paris, Armand Colin, « 128 », 2007 (128 pages), en collaboration avec Francis Marcoin[13].
- Victor Hugo, le châtiment et l'amour – sens de l'exil, Paris, Lettres Modernes Minard, « Archives des Lettres Modernes », 2010 (158 pages).
- Les écofictions. Mythologies de la fin du monde, Les Impressions Nouvelles, 2012 (256 pages)[14].
- Les Fictions de jeunesse, PUF, 2013 (232 pages)[15].